# ルサイル・スポーツ・アリーナ
ルサイル・スポーツ・アリーナはカタールの計画都市ルサイルに所在する多目的アリーナ。2015年世界男子ハンドボール選手権で決勝が開催された。カタール最大の屋内アリーナであるため、世界的有名アーティストのコンサートも頻繁に開催される。